# Kinka Usher
Kinka Usher est un réalisateur français (né en 1960) connu principalement pour son travail publicitaire et la direction du film de super-héros Mystery Men avec Ben Stiller, sorti en 1999.
En 1998, il remporte le Prix du meilleur réalisateur de publicités de la Directors Guild of America.